# Raphaël Lugeon
Pour les articles homonymes, voir Lugeon.
Raphaël Lugeon, né à Poissy (Seine et Oise, France) le 16 décembre 1862 et mort le 1er janvier 1943 à Lausanne, est un graveur, sculpteur et médailleur vaudois.

## Biographie
Originaire de Chevilly, fils du sculpteur David Lugeon, Raphaël Lugeon se forme auprès de son père, puis à l'école des arts décoratifs à Paris ainsi qu'au Louvre.
Installé à Lausanne dès 1889, Raphaël Lugeon rénove intégralement le portail occidental de la cathédrale (1892-1909) et sculpte deux lunettes au palais de Rumine (1901). Auteur de très nombreux monuments lausannois honorant diverses personnalités telles Gabriel de Rumine, Sainte-Beuve, Léon Walras, Juste Olivier (érigé en 1909), ainsi que de la pierre tombale du colonel Paul Ceresole au cimetière de Montoie.

## Sources
- « Raphaël Lugeon », sur la base de données des personnalités vaudoises sur la plateforme « Patrinum » de la Bibliothèque cantonale et universitaire de Lausanne.
- Laurent Langer, « Raphaël Lugeon » dans le Dictionnaire historique de la Suisse en ligne.
- Patrie suisse, 1904, no 290, p. 502, et du 1er mai 1907, p. 97 à l'occasion de l'inauguration du monument élevé à Paul Ceresole, photographie F. de Jongh, Lausanne Patrie suisse, (A. Bonard) 1907, no 355, p. 97-98
- « Raphaël Lugeon », sur SIKART Dictionnaire sur l'art en Suisse.